# Carlo Francesco Durini
Carlo Francesco Durini (Milano, 20 gennaio 1693 – Milano, 25 giugno 1769) è stato un cardinale italiano.

## Biografia
Nato il 20 gennaio 1693 a Milano, Carlo Francesco Durini apparteneva ad una famiglia dell'aristocrazia milanese, ultimo dei nove figli del conte di Monza Giovanni Giacomo Durini e di Margherita Visconti. Egli sarà poi zio del cardinale Angelo Maria Durini (creato nel 1776).
Egli compì i propri studi presso l'Università di Pavia ove il 24 aprile 1714 conseguì il dottorato in utroque iure (ovvero in diritto canonico e civile).
Destinato alla carriera ecclesiastica, venne ordinato sacerdote il 3 febbraio 1725 e quello stesso anno, dal 28 febbraio, divenne governatore di Spoleto e di Benevento per conto del governo pontificio. Vicegovernatore della città di Fermo dal 9 novembre 1730, divenne governatore delle provincie di Campagna e Marittima dal 1º luglio 1732. Inquisitore generale dell'isola di Malta dal 4 aprile 1735, divenne referendario del Supremo Tribunale della Segnatura Apostolica.
Eletto arcivescovo titolare di Rodi il 22 giugno 1739, ricevette la consacrazione episcopale il 5 luglio di quell'anno a Roma per mano del cardinale Antonio Saverio Gentili, venendo nel contempo nominato assistente al trono pontificio. Nunzio apostolico in Svizzera dal 12 agosto 1739, fu nunzio apostolico in Francia dal 10 gennaio 1744 ed abate commendatario del monastero di San Vincenzo a Milano dal 28 marzo 1746.
Trasferito alla sede episcopale di Pavia dal 1743, ottenne anche il titolo personale di arcivescovo per quella sede e divenne arcivescovo titolare di Amasea dal 23 luglio 1753.
Creato cardinale presbitero nel concistoro del 26 novembre 1753, ricevette la porpora cardinalizia ed il titolo dei Santi Quattro Coronati dal 16 dicembre 1754. Prese parte al conclave del 1758 che elesse papa Clemente XIII e nuovamente a quello del 1769 che elesse Clemente XIV.
Morì il 25 giugno 1769 a Milano e la sua salma venne trasportata ed esposta presso la cattedrale di Pavia, ove ebbero luogo anche i funerali.

## Genealogia episcopale e successione apostolica
La genealogia episcopale è:
- Cardinale Scipione Rebiba
- Cardinale Giulio Antonio Santori
- Cardinale Girolamo Bernerio, O.P.
- Arcivescovo Galeazzo Sanvitale
- Cardinale Ludovico Ludovisi
- Cardinale Luigi Caetani
- Cardinale Ulderico Carpegna
- Cardinale Paluzzo Paluzzi Altieri degli Albertoni
- Papa Benedetto XIII
- Cardinale Antonio Saverio Gentili
- Cardinale Carlo Francesco Durini

La successione apostolica è:
- Vescovo Bernardo Bonaventura Bokenhemer, O.F.M. (1746)
- Vescovo Joseph Billard, O.S.B. (1747)
- Vescovo Pio Angelo Bellingeri (1756)